# Šúrovce
Šúrovce jsou obec na Slovensku, v okrese Trnava v Trnavském kraji. V obci žije přibližně 2 200 obyvatel. První písemná zmínka o obci pochází z roku 1291.